# Seiry
Seiry est une ancienne commune et une localité suisse du canton de Fribourg, située dans le district de la Broye.
On surnomme les habitants de Seiry les Épouairis.

## Origines du village de Seiry
On commence à trouver des traces du village à partir du XIIIe siècle ou apparaît le nom d’une famille portant le patronyme "de Seiry". Celle-ci est à la tête du petit fief. Elle a, en l’église de Cugy, un caveau familial. Leur domaine va s’étendre jusqu’à Cheyres en passant par Bollion. Ainsi Cheyres, Bollion et Seiry auront pendant un certain temps une histoire commune. Ces trois villages, au milieu du XVe siècle, vont former une petite seigneurie totalement séparée de celle de Font, mais avec des seigneurs de la même famille, celle de la Molière, branche de Font. En 1441, la petite seigneurie de Cheyres – Seiry – Bollion appartient à Georges de la Molière. Environ 100 ans plus tard, Claudine, l’arrière petite fille de Georges de la Molière, épousa Henri de Praroman, noble famille très influente dans la région.
Claudine apporte en dot à son mari la seigneurie de Cheyres. Les de Praroman règneront sur ce territoire jusqu’en 1704. En effet Anne-Judith de Praroman épouse Abraham Ancel d’Yverdon et vend leur seigneurie à Fribourg. Fribourg en fait immédiatement un bailliage. Ce fut le dernier acquis par notre canton. Signalons également que ces trois villages formaient le plus petit bailliage du canton. En 1798 le bailli qui résidait à Cheyres, quitta les lieux, à l’arrivée des Français en Suisse. Entre 1803 et 1815, Seiry comme Murist, Nuvilly, Ménières et Vuissens firent partie de la préfecture de Surpierre. En 1817 ces communes furent rattachées au district d’Estavayer-le-Lac.

## La paroisse
Située entre les paroisses de Lully-Bollion-Châtillon et Les Montets, la petite paroisse de Seiry a longtemps été liée à ses voisines. La communauté est aujourd'hui l'une des quatorze pierres vivantes de l'Unité pastorale.
Il existait à Seiry, en 1343 déjà, une chapelle dédiée à saint Georges. Seiry faisait alors partie de la paroisse de Cugy. Le village fut incendié en 1521 ; mais soit qu’elle ait été épargnée par les flammes, soit qu’elle ait été immédiatement reconstruite, la chapelle est à nouveau attestée en 1532.
Lors de l’érection de la paroisse de Montet en 1675, Seiry demeura attachée à Cugy : solution boiteuse puisque les habitants devaient traverser le territoire de Montet pour se rendre à leur église. Aussi, cédant aux demandes réitérées des intéressés, soulignant qu’on ne pouvait leur refuser ce qui avait été accordé à Montet, Mgr Claude-Antoine Duding lors de la visite de 1732, proposa de rattacher Seiry à Montet ; solution qui fut adoptée la même année par l’assemblée paroissiale et officiellement sanctionnée par l’évêque, deux ans plus tard.
Afin de parvenir à l’érection d’une paroisse indépendante, création rendue possible grâce aux générosités testamentaires de M. l’abbé Ernest Pillonel, originaire de Seiry, décédé en 1870, l’assemblée communale décida, en 1874, de construire une église. Les travaux ne commencèrent toutefois que neuf ans plus tard. L’ancienne chapelle située près de l’école, qui hérita d’ailleurs de son clocheton, fut démolie et en 1883. On commença la construction du sanctuaire actuel, d’après les plans de M. Nein, architecte à Fribourg. L’église fut inaugurée le 23 novembre de l’année suivante. Elle s’inspire du style gothique : les voûtes, assez élancées, s’appuient sur des consoles. Dès 1898, on y ajouta la chaire et la tribune qui manquaient encore.
Pendant quelques années, Seiry fut desservi par un chapelain demeurant tout d’abord à Montet (car la cure de Seiry ne fut construite qu’au cours des années 1895-96). Enfin, en 1899-1900, Seiry fut érigé en paroisse autonome et le 14 mai 1918, Mgr Colliard procéda à la consécration de la nouvelle église.

## L'Église
En 1870, grâce à la générosité de l’abbé Ernest Pillonel, le projet de construire une église devient réalité. L’ancienne chapelle qui se situait près de l’ancienne école, fut démolie. Le 23 novembre 1884, c’est dans la joie que les paroissiens inaugurent leur nouveau sanctuaire. Les plans sont élaborés par M. Nein, architecte à Fribourg. Il s’inspire du style gothique ; les voûtes s’appuient sur des consoles. Le confessionnal offert par la paroisse d’Estavayer, provient de la collégiale, après restauration de cette dernière. Le 14 mai 1918, Mgr Colliard procéda à la consécration de la nouvelle église ; elle sera sous la protection de St - Georges.

## L'ancienne école
Il semble que ce bâtiment ait été le premier édifice religieux du village (chapelle). Il a été partiellement démonté et les pierres ont permis de construire l’église actuelle. Il a ensuite été transformé pour y aménager l’école.
La cloche qui se trouve actuellement sur le clocheton du bâtiment de l’édilité provient de cette chapelle.
L’annexe qui se trouve en prolongement de l’école et qui servait de salle communale, est vraisemblablement le plus vieil édifice du village.
Le bâtiment a été vendu par la commune vers les années 1996 – 1997.

## Histoire
Le 1er janvier 2006 la fusion entre les 3 anciennes communes de Bollion, Lully et Seiry est entrée en vigueur. La nouvelle commune porte le nom de Lully.